# 黑幼龍
黑幼龍（1940年11月9日—），現任光啟文教視聽節目服務社董事長。
生於廣西桂林，美國芝加哥洛約拉大學碩士，曾任休斯飛機公司經理、宏碁公司副總經理、光啟文教視聽節目服務社（光啟社）副社長。擔任光啟社副社長期間，曾製作並主持台視軍事科技節目《新武器大觀》（與沈春華主持），引發知識性節目新風潮。1987年，引進全球知名的企業教育訓練課程「卡內基訓練」（英語：Dale Carnegie Training），幫助企業發揮人力資源潛能，增強企業競爭力，打造出台灣的卡內基王國，並連續多年獲得全世界卡內基訓練代理機構總業績第一名。現任卡內基訓練大中華地區負責人、卡內基訓練七種課程資深講師、光啟社董事。

## 生平
黑幼龍在廣西出生，父親為河南滎陽人，出生不久隨其家人逃難至台灣，居於台北市。黑幼龍在臺北市中山區中正國民小學畢業後，初中會考名落孫山，只得轉而就讀臺北市立高級農業職業學校。農校畢業後無法考取普通高中，故進入桃園農業職業學校高中部就讀。然而，高中因數學等科目不及格，面臨留級等升級阻力，只得以同等學力轉投中華民國空軍通信電子學校（現空軍航空技術學院）。
黑幼龍因對語文的興趣，不斷加強英文能力，24歲考取公費留學。時任空軍中尉，應朋友邀請參加了教會舉辦的大學生冬令營，結識臺大醫學院藥學系的李百齡，1967年1月，兩人相戀近6個月閃電結婚，婚後妻在衛生署上班，育有三男一女（長子黑立言、次子黑立國、長女黑立琍、三子黑立行）並有五孫、五孫女(2009年11月，黑立言之子黑筠瀚6歲時罹患血癌，次年12月28日病故)。32歲進入休斯飛機公司工作，待遇雖好，但卻無法使他感到快樂踏實。40歲進入光啟社工作，始在工作中找到自我。擔任光啟社副社長時，與沈春華合作主持台視軍事科技節目《新武器大觀》。47歲，在台灣創立幼龍企業管理顧問公司，將卡內基訓練引進台灣，從事人際關係訓練，至今以此為本務。

## 經歷
- 1972 休斯飛機公司經理
- 1980 光啟社副社長
- 1987 幼龍企業管理顧問公司（卡內基訓練台灣總代理商）負責人、卡內基訓練台灣區負責人
- 1994 卡內基訓練大中華地區負責人
- 2017 光啟社董事長

## 出版
- 《黑幼龍工作與生活的雙贏智慧》，作者：黑幼龍、虞立琪，出版社：商周出版，ISBN 9789862722305

## 外部連結
- 台灣卡內基訓練（页面存档备份，存于）
- 卡內基訓練的Facebook專頁
- YouTube上的卡內基訓練頻道